# 식용

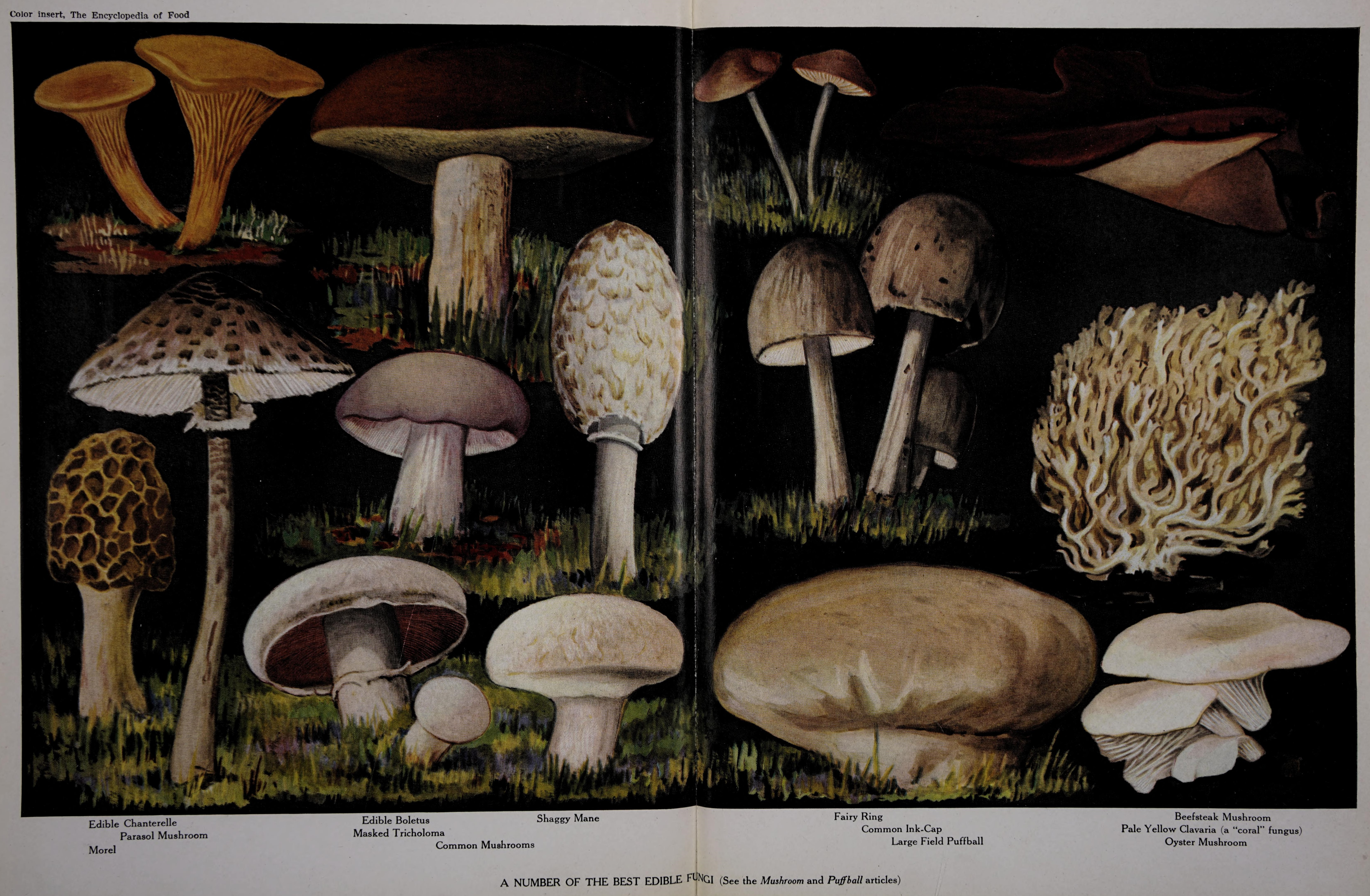
최고의 수많은 식용 곰팡이(A Number of the Best Edible Fungi). 아르테마스 워드(Artemas Ward)의 식품 백과사전 삽화 (1923년)

식용(edible) 품목이란 사람이 먹어도 안전한 모든 품목을 말한다. "식용"은 품목의 맛이 어떤지 나타내지 않고 먹기에 적합한지 여부만 나타내기 때문에 "먹을 만한"(eatable)과 구별된다. 버섯, 곤충, 해초 등과 같이 자연에서 발견되는 무독성 품목을 식용이라고 한다. 식용 속옷, 식용 포장 등 일반적으로 섭취되지 않으나 섭취할 수 있도록 특별히 제조된 가공품도 식용으로 표시된다.

## 어원
"식용"이라는 용어의 영단어 edible은 1590년대로 거슬러 올라간다. 이는 라틴어 "edibilis"(먹을 수 있음)에서 유래되었으며, 이는 접두사 "ed-"(먹다)에서 유래한 단어 "edere"(먹다)에서 유래되었다.